# 帕埃斯兰丁
帕埃斯兰丁（葡萄牙語：Paes Landim）是巴西皮奥伊州的一个市镇。总面积349.679平方公里，总人口4458人，人口密度12.7人/平方公里。